# Oomela
Oomela là một chi bọ cánh cứng trong họ Chrysomelidae.
Chi này được miêu tả khoa học năm 1916 bởi Lea.

## Các loài
Các loài trong chi này gồm:
- Oomela storeyi Daccordi, 2003
- Oomela wollumbina Daccordi, 2003